# The Game Awards 2014
The Game Awards 2014 – mająca miejsce 5 grudnia 2014 roku gala, podczas której przedstawicielom branży gier komputerowych przyznano The Game Awards w 22 kategoriach. Podczas ceremonii, transmitowanej na żywo za pośrednictwem serwisów takich jak np. YouTube, zaprezentowano również premierowe materiały z różnych gier. Trwająca ponad trzy godziny ceremonia, przeprowadzona w AXIS w Las Vegas, zgromadziła 1.93 mln widzów.

## Komitet doradczy
Gala wyprodukowana i prowadzona była przez Geoffa Keighley’ego jako kontynuacja Spike Video Game Awards – najważniejszych nagród branży gier komputerowych, anulowanych po tym, jak z ich produkcji wycofała się stacja telewizyjna Spike. Nagrody przyznane zostały przez Geoffa współpracującego z komitetem doradczym, składającego się z Reggiego Fils-Aime’a z amerykańskiego oddziału Nintendo, Yves’a Guillemota z Ubisoftu, Hideo Kojiny z Konami i Kojima Productions, Shawna Laydena z Sony Computer Entertainment America, Petera Moore’a z Electronic Arts, Phila Spencera z Xboksa i Microsoftu, Martina Tremblaya z Warner Bros. Interactive Entertainment oraz przedstawicieli Rockstar Games i Valve.

## Nagrody
Lista nominowanych ogłoszona została 20 listopada 2014 roku. Zwycięzcy oznaczeni zostali pogrubieniem.

### Nagrody jury
| Gra roku | Deweloper roku |
| --- | --- |
| - Dragon Age: Inkwizycja – BioWare - Bayonetta 2 – Platinum Games - Dark Souls II – FromSoftware - Hearthstone: Heroes of Warcraft – Blizzard Entertainment - Śródziemie: Cień Mordoru – Monolith Productions | - Nintendo - Blizzard Entertainment - Monolith Productions - Telltale Games - Ubisoft Montreal |
| Najlepsza gra niezależna | Najlepsza gra mobilna lub na urządzenia przenośne |
| - Shovel Knight – Yacht Club Games - Broken Age Act I – Double Fine Productions - Monument Valley – Ustwo - Transistor – Supergiant Games - Zaginięcie Ethana Cartera – The Astronauts | - Hearthstone: Heroes of Warcraft – Blizzard Entertainment - Bravely Default – Silicon Studio i Square Enix - Monument Valley – Ustwo - Super Smash Bros. for Nintendo 3DS – Sora Ltd i Bandai Namco Games - Threes – Sirvo                                                                              |
| Najlepszy scenariusz | Najlepsza ścieżka dźwiękowa |
| - Valiant Hearts: The Great War - South Park: Kijek Prawdy – Trey Parker i Matt Stone - The Walking Dead: Season Two – Nick Breckon i Andrew Grant - The Wolf Among Us – Pierre Shorette - Wolfenstein: The New Order – Jerk Gustafsson, Tom Keegan i Jens Matthies                                                         | - Destiny – Michael Salvatori, C. Paul Johnson, Martin O’Donnell i Paul McCartney - Obcy: Izolacja – Byron Bullock, Sam Cooper, Jeff van Dyck, Christian Henson, Joe Henson, Haydn Payne i Alexis Smith - Child of Light – Béatrice Martin - Sunset Overdrive – Boris Salchow - Transistor – Darren Korb |
| Najlepszy występ | Games for Change |
| - Trey Parker jako różne głosy – South Park: Kijek Prawdy - Adam Harrington jako Bigby Wolf – The Wolf Among Us - Kevin Spacey jako Jonathan Irons – Call of Duty: Advanced Warfare - Melissa Hutchison jako Clementine – The Walking Dead: Season Two - Troy Baker jako Talion – Śródziemie: Cień Mordoru                  | - Valiant Hearts: The Great War – Ubisoft Montpellier - Mountain – David OReilly - Never Alone – Upper One Games i E-Line Media - The Last of Us: Left Behind – Naughty Dog - This War of Mine – 11 bit studios                                                                                          |
| Najlepszy remaster | Najlepszy shooter |
| - Grand Theft Auto V - Halo: The Master Chief Collection - Pokémon Omega Ruby i Alpha Sapphire - The Last of Us Remastered - Tomb Raider: Edycja ostateczna | - Far Cry 4 – Ubisoft Montreal - Call of Duty: Advanced Warfare – Sledgehammer Games - Destiny – Bungie - Titanfall – Respawn Entertainment - Wolfenstein: The New Order – MachineGames |
| Najlepsza gra akcji/przygodowa | Najlepsza gra fabularna |
| - Śródziemie: Cień Mordoru – Monolith Productions - Assassin’s Creed: Unity – Ubisoft Montreal - Obcy: Izolacja – The Creative Assembly - Bayonetta 2 – Platinum Games - Sunset Overdrive – Insomniac Games | - Dragon Age: Inkwizycja – BioWare - Bravely Default – Silicon Studio and Square Enix - Dark Souls II – FromSoftware - Divinity: Grzech pierworodny – Larian Studios - South Park: Kijek Prawdy – Obsidian Entertainment i South Park Digital Studios                                                    |
| Najlepsza bijatyka | Najlepsza gra familijna |
| - Super Smash Bros. for Wii U – Sora Ltd. i Bandai Namco Games - Killer Instinct: Season Two – Double Helix Games, Iron Galaxy Studios, Rare Ltd. i Microsoft Studios - Persona 4 Arena Ultimax – Arc System Works - Super Smash Bros. for Nintendo 3DS – Sora Ltd. i Bandai Namco Games - Ultra Street Fighter IV – Capcom | - Mario Kart 8 – Nintendo EAD - Disney Infinity: Marvel Super Heroes – Avalanche Software - Fantasia: Music Evolved – Harmonix - Skylanders: Trap Team – Toys for Bob i Beenox - Tomodachi Life – Nintendo SPD                                                                                           |
| Najlepsza gra sportowa/wyścigowa | Najlepsza gra sieciowa |
| - Mario Kart 8 – Nintendo EAD - FIFA 15 – EA Canada - Forza Horizon 2 – Playground Games, Sumo Digital i Turn 10 Studios - NBA 2K15 – Visual Concepts - Trials Fusion – RedLynx, Ubisoft Shanghai i Ubisoft Ukraine | - Destiny – Bungie - Call of Duty: Advanced Warfare – Sledgehammer Games, High Moon Studios i Raven Software - Dark Souls II – FromSoftware - Hearthstone: Heroes of Warcraft – Blizzard Entertainment - Titanfall – Respawn Entertainment                                                               |

### Nagrody fanów
| Najbardziej oczekiwana gra | Najlepsza twórczość fanowska |
| --- | --- |
| - Wiedźmin 3: Dziki Gon – CD Projekt RED - Batman: Arkham Knight – Rocksteady Studios - Uncharted 4: Kres złodzieja – Naughty Dog - Evolve – Turtle Rock Studios - Bloodborne – FromSoftware | - Twitch Plays Pokémon – Anonymous - Luigi Death Stare – CZBwoi and Rizupicorr - „It’s Dangerous to Go Alone” – Starbomb - Minecraft: Titan City – Colonial Puppet - „Mine the Diamond (Minecraft Song)” – Tobuscus |
| E-sportowiec roku | E-sportowa drużyna roku |
| - Matt „NaDeSHoT” Haag - Christopher „GeT_RiGhT” Alesund - Martin „Rekkles” Larsson - James „Firebat” Kostesich - Xu „Fy” Linsen                                                             | - Ninjas in Pyjamas - Evil Geniuses - Samsung White - Newbee - Edward Gaming |
| Popularny gracz | |
| - TotalBiscuit - Evan „Vanoss” Fong - Jeff Gerstmann - PewDiePie - StampyLongHead | |